# Tajov
Tajov (ungarisch Tajó – bis 1882 Tajova, deutsch Teibau) ist eine Gemeinde im Banskobystrický kraj in der Mitte der Slowakei.

## Geographie

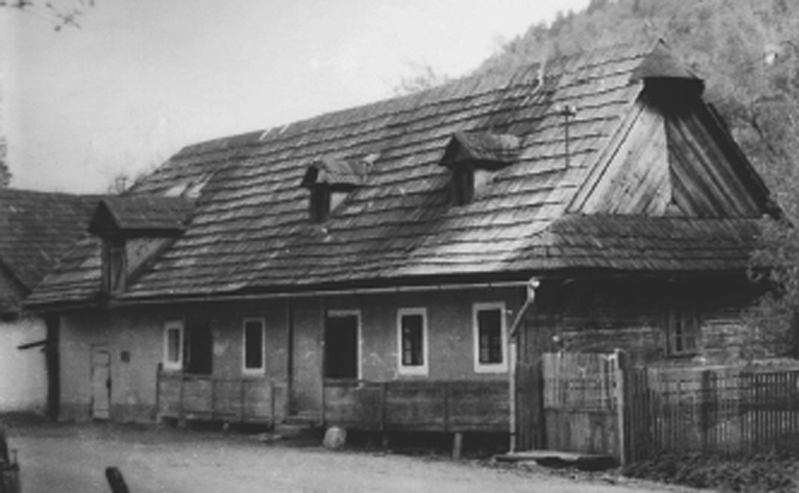
Ein Haus in Tajov in den 1920er Jahren

Tajov liegt am Osthang der Kremnitzer Berge am Bach Tajovský potok, 7 km westlich von Banská Bystrica entfernt. Das Gemeindegebiet umfasst 9,3 km² und die Höhe im Ortszentrum beträgt 464 m n.m.
Zur Gemeinde gehört neben dem Hauptort auch der Ortsteil Jabriková (ungarisch Imréd – am 1. Januar 1943 eingemeindet).

## Geschichte
Der Ort wurde zum ersten Mal 1495 erwähnt und war von 1500 bis 1893 der Standort zweier Kupferhütten.

## Bevölkerung
| Jahr                | 1994 | 2004     | 2014     | 2024     |
| ------------------- | ---- | -------- | -------- | -------- |
| Anzahl der Personen | 391  | 504      | 598      | 661      |
| Unterschied         |      | +28,90 % | +18,65 % | +10,53 % |

| Jahr                | 2023 | 2024    |
| ------------------- | ---- | ------- |
| Anzahl der Personen | 672  | 661     |
| Unterschied         |      | −1,63 % |

## Persönlichkeiten
- Vratislav Greško (* 1977), Fußballer
- Jozef Murgaš (1864–1929), Erfinder
- Jozef Gregor Tajovský (1874–1940), Schriftsteller